# 704
Cette page concerne l'année 704  du calendrier julien. Pour l'année 704 av. J.-C., voir 704 av. J.-C.
L'année 704 est une année bissextile qui commence un mardi.

## Événements
- 30 mars : Pâques[1]. Les moines d’Irlande du Nord renoncent à leurs usages liturgiques pour se rallier aux principes de Rome[2].

- Le roi du Tibet Düsong Mangpojé, est tué au combat lors d'une campagne contre les Jang du Yunnan. Un conflit s'ouvre pour sa succession. Son fils Mes-ag-tshoms, un enfant de sept ans est finalement reconnu sous la régence de sa grand-mère Thrimalö. Il est couronné en 712 sous le nom de règne Khri-lde-gtsug-brtsan (fin en 755)[3].
- Le roi de Mercie Æthelred abdique et devient moine à l'abbaye de Bardney. Son neveu Cenred lui succède[4].

## Naissances en 704
- Trisong Detsen, 38e roi du Tibet.

## Décès en 704
- 23 septembre : Adomnan, abbé de Iona[2].